# Сорокуш сріблястий
Сороку́ш сріблястий (Thamnophilus murinus) — вид горобцеподібних птахів родини сорокушових (Thamnophilidae). Мешкає в Південній Америці.

## Опис
Довжина птаха становить 13-14 см, вага 17-20 г. Верхня частина тіла в самця сіра, на тімені темно-сірі смжки. Крила темно-коричневі з жовтуватим відтінком, на плечах невеликі білі плямки. Хвіст бурий, кінчики білі. Нижня частина тіла світліша, живіт білий. Тім'я самиці рудувато-коричневе, верхня частина тіла оливково-бура, крила коричневі, покривні пера мають білі кінчики. Хвіст темно-коричневий, рульові пера мають білі кінчики. Нижня частина тіла сірувата, груди жовтувато-коричневі. Райдужка птаха сіра або медово-коричнева.

## Підвиди
Виділяють три підвиди:
- T. m. canipennis Todd, 1927 — крайній схід Колумбії, Венесуела, Гаяна, Французька Гвіана, Суринам, північ бразильської Амазонії;
- T. m. cayennensis Todd, 1927 — Французька Гвіана, північно-східна Бразилія;
- T. m. murinus Sclater, PL & Salvin, 1868 — від східної Колумбії до Суринаму, північна Амазонія.

## Поширення і екологія
Сріблясті сорокуші живуть в амазонській сельві на висоті до 500 м над рівнем моря (в тепуях і в передгір'ях Анд на висоті до 1300 м над рівнем моря.